# Porangatu
Porangatu es un municipio brasilero del estado de Goiás.